# Catherine Plewinski
Catherine Plewinski (Courrières, 12 luglio 1968) è un'ex nuotatrice francese.
Specializzata nello stile libero e nella farfalla, ha vinto due medaglie di bronzo alle Olimpiadi di Seoul 1988 e di Barcellona 1992.

## Palmarès
- Olimpiadi

Seoul 1988: bronzo nei 100 m sl.
Barcellona 1992: bronzo nei 100 m farfalla.
- Mondiali

1991 - Perth: argento nei 50 m e 100 m sl, bronzo nei 100 m farfalla.
- Europei

1987 - Strasburgo: bronzo nei 100 m farfalla.
1989 - Bonn: oro nei 50 m sl e nei 100 m farfalla.
1991 - Atene: oro nei 100 m sl e nei 100 m farfalla, argento nei 50 m e 200 m sl.
1993 - Sheffield: oro nei 100 m farfalla e bronzo nei 100 m sl.
- Giochi del Mediterraneo

1993 - Linguadoca-Rossiglione: oro nei 100 m sl e 100 m farfalla, argento nei 50 m sl.